# Forges (Seine-et-Marne)
Forges je francouzská obec v departementu Seine-et-Marne v regionu Île-de-France. V roce 2012 zde žilo 418 obyvatel.

## Sousední obce
Échouboulains, La Grande-Paroisse, Laval-en-Brie, Montereau-Fault-Yonne, Saint-Germain-Laval, Valence-en-Brie

## Vývoj počtu obyvatel
Počet obyvatel